# Lucena (Gerichtsbezirk)
Der Gerichtsbezirk Lucena ist einer der zwölf Gerichtsbezirke in der spanischen Provinz Córdoba.
Der Bezirk umfasst 6 Gemeinden auf einer Fläche von 723,54 km² mit dem Hauptquartier in Lucena.

## Gemeinden
| Gemeinde              | Einwohner (2024) | Fläche km² | Dichte Einw./km² | Cod INE | Postleitzahl |
| --------------------- | ---------------- | ---------- | ---------------- | ------- | ------------ |
| Benamejí              | 4.910            | 53,35      | 92               | 14010   | 14910        |
| Encinas Reales        | 2.234            | 34,21      | 65               | 14024   | 14913        |
| Iznájar               | 3.739            | 136,36     | 27               | 14037   | 14970        |
| Lucena                | 43.086           | 351,09     | 123              | 14038   | 14900        |
| Palenciana            | 1.431            | 16,13      | 89               | 14048   | 14914        |
| Rute                  | 9.765            | 132,40     | 74               | 14058   | 14940        |
| Gerichtsbezirk Lucena | 65.165           | 723,54     | 90               | –       | –            |